# Mansa Musa I
Mansa Musa I (àrab: مانسا موسى)  (Imperi de Mali, c. 1280 - 1332 ↔ 1337) fou el primer governant del llinatge laye i el desè Mansa (rei de reis o emperador) de l'Imperi de Mali (fl. 1312-1337). Quan Mansa Musa va arribar al poder, l'Imperi de Mali consistia en un territori que abans havia format part de l'Imperi de Ghana, Melle (Mali) i els seus voltants immediats. Musa ostentava molts títols, incloent-hi els d'emir de Melle i senyor de les Mines de Wang, i fou conqueridor de Ghanata, Futa-Jallon i almenys una altra dotzena d'estats.

## Biografia
Després d'un any sencer sense notícies del seu predecessor Abubakari II, que s'havia endinsat en l'oceà Atlàntic en una expedició d'exploració, fou coronat com a Mansa Kankan Musa o Kango Musa amb el nom de Musa. Mansa Musa era un dels primers musulmans veritablement devots que va dirigir l'Imperi de Mali. Intentava fer de l'islam la fe de la noblesa però mantenint la tradició imperial de no imposar-lo al poble. També feia celebracions d'Eid al final de Ramadà com una cerimònia nacional. Podria llegir i escriure àrab i tenia gran interès a la ciutat erudita de Tombuctú, que pacíficament es va annexionar el 1324. Mitjançant una de les esposes reials de la cort, Musa va transformar Sankore de ser una madrassa informal a una universitat islàmica. Posteriorment s'hi van desenvolupar estudis islàmics. Aquell mateix any un general manding conegut com a Sagmandir aixafava una rebel·lió a Gao.
Sovint descrit com la persona més rica de la història, se sap que va ser inconcebiblement ric pels contemporanis, encara que segons  La revista Time: «Realment no hi ha manera de posar un nombre exacte de la seva riquesa». Se sap pels manuscrits locals i els relats dels viatgers, que la riquesa de Mansa Musa provenia principalment de l'Imperi de Mali que controlava i gravava el comerç de sal de  regions del nord i, sobretot, de l'or extret i elaborat a Bambuk i Bure al sud. Durant un període molt llarg,  Mali havia creat una gran reserva d'or. També se sospita que Mali estava implicada en el comerç de molts béns com ivori, esclaus, espècies, sedes i ceràmica. Tanmateix, actualment se sap poc sobre l'extensió i el funcionament d'aquests negocis.
La culminació del seu regnat fou el seu famós pelegrinatge a La Meca, que començà el 1324 acabà amb el seu retorn el 1326. En absència va deixar al seu fill Muhhàmmad o Magha (Maghan) com a regent. Els relats sobre el nombre de persones que hi van participar i sobre quant or va gastar varien. Tots ells accepten que era un grup molt gran (el mansa portava una guàrdia personal d'uns 500 homes) i repartia tantes almoines i comprava tantes coses que el valor d'or a Egipte i el Pròxim Orient va disminuir durant dotze anys. Quan passava pels carrers del Caire, l'historiador al-Makrizi feia notar «que els membres del seu entorn es posaven a comprar noies esclaves turques i etiòpiques, noies cantants, i peces de roba», de manera que l'índex del dinar d'or va caure a sis dirhams. Acompanyava a Musa la seva esposa favorita, Inari Konte.
Musa era tan generós que feia córrer els diners i va haver de treure un préstec per poder permetre's el viatge de retorn a casa. L'hajj (peregrinació) de Musa, i especialment el seu or, va cridar l'atenció dels mons islàmic i cristià. Consegüentment, el nom de Mali i Tombuctú va aparèixer als mapamundis de segle xiv.
Mentre era a l'hajj (peregrinació), va conèixer al poeta i arquitecte andalusí Abu Ishaq Ibrahim as-Sahilí. Mansa Musa va portar-lo a Mali per embellir algunes de les ciutats. Es varen construir mesquites a Gao i Tombuctú juntament amb palaus impressionants també a Tombuctú. As-Sahilí li va construir pel mansa un palau amb una complexa decoració i una cúpula que es creu que fou la primera de la seva classe al país. També es va portar de la peregrinació a quatre shurafa kuraixites que es van establir a Mali. Abans de la seva mort el 1337, Mali tenia control sobre Taghaza, una zona al nord, que produïa sal, cosa que reforçava el seu tresor.
Es diu que tenia la intenció d'abdicar i tornar a la Meca, però va morir abans de fer-ho. Mansa Musa fou succeït pel seu fill, Maghan I.

### Final del Regnat

#### Construcció a Mali
Musa es va embarcar en un gran programa de construcció, aixecant mesquites i madrasas a Tombuctú i Gao. Sobretot, l'antic centre d'aprenentatge Sankore Madrasah (o Universitat de Sankore) es va construir durant el seu regnat.
A Niani, Musa va construir la Sala de l'Audiència, un edifici que comunicava per una porta interior amb el palau reial. Era un monument admirable, coronat per una cúpula i adornat amb arabescs de colors crida/anomenaners. Els marcs de fusta de les finestres d'un pis superior estaven xapats amb làmina de plata; els d'un pis inferior amb or. Igual que la Gran Mesquita, una estructura contemporània i grandiosa a Tombuctú, el Saló es va construir amb pedra tallada.
Durant aquest període, hi havia un nivell avançat de vida urbana als principals centres de Mali. Sergio Domian, un estudiós italià de l'art i l'arquitectura, va escriure d'aquest període: «Així es van establir les bases d'una civilització urbana. A l'altura del seu poder, Mali tenia almenys 400 ciutats, i l'interior del delta del Níger era molt densament poblat».

### Economia i educació

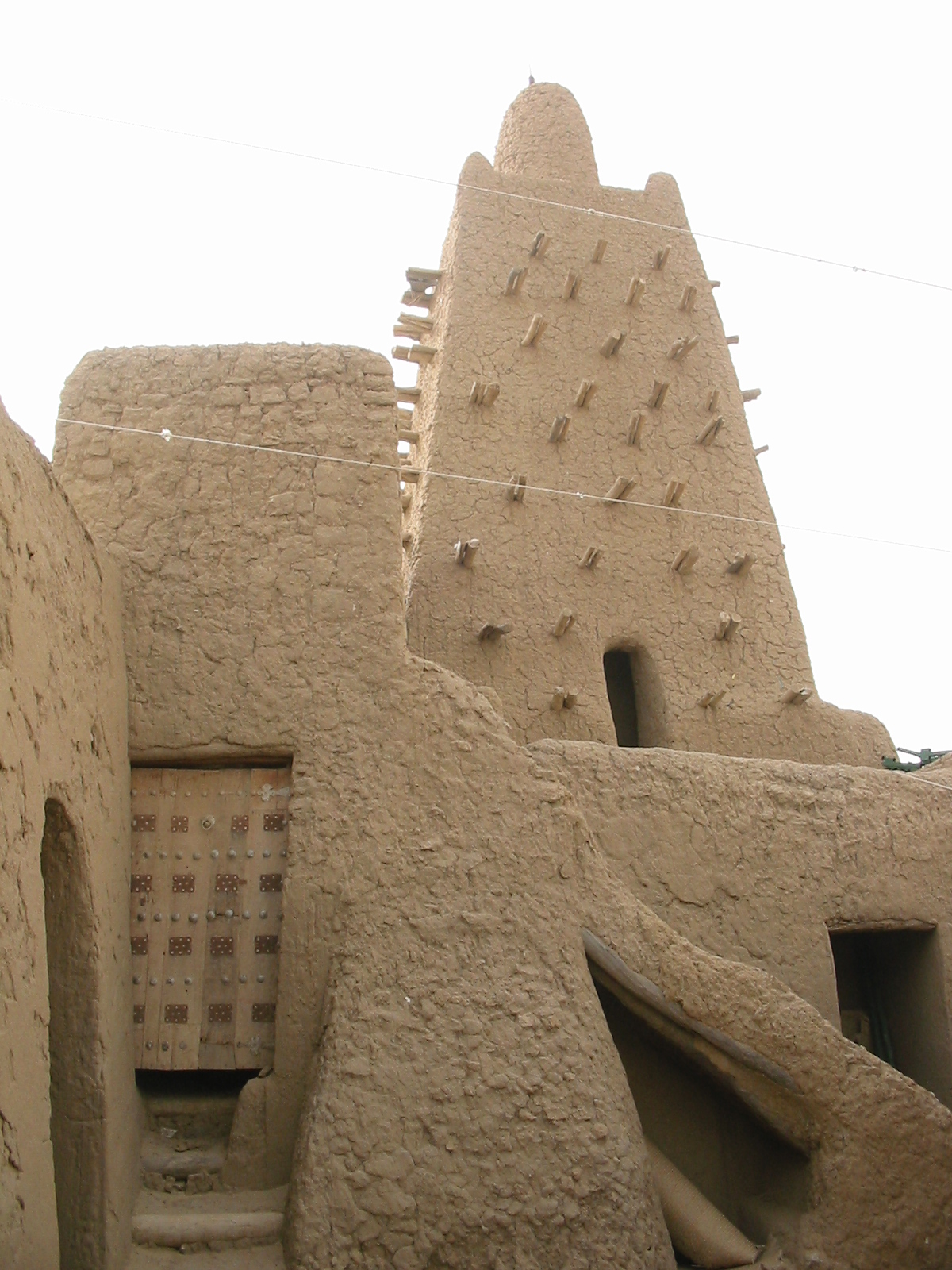
La mesquita de Djinguereber, encarregada per Mansa Musa el 1327

Es registra que Mansa Musa va viatjar per les ciutats de Timbuctu i Gao en el seu camí cap a la Meca, i les va fer formar part del seu Imperi quan va tornar cap al 1325. Va portar arquitectes d’Andalusia, i del Caire per construir el seu gran palau a Tombuctú i la gran mesquita de Djinguereber que encara es conserva.
Tombuctú aviat es va convertir en el centre del comerç, la cultura i l'islam; mercats portaven comerciants dels Estats hausses, Egipte i altres regnes africans, es va fundar una universitat a la ciutat (així com a les ciutats malianes de Djenné i Ségou), i l'islam es va estendre pels mercats i la universitat, fent de Timbuctu una nova zona islàmica. Les notícies de la riquesa de l'Imperi malià fins i tot van viatjar a través del Mediterrani fins al sud d'Europa, on els comerciants de Venècia, Granada i Gènova aviat van afegir Timbuctu als seus mapes per intercanviar productes manufacturats per or.
La Universitat de Sankore a Timbuctu es va renovar sota el regnat de Musa amb juristes, astrònoms i matemàtics. La universitat es va convertir en un centre d'aprenentatge i cultura, i va atraure estudiosos musulmans de tot Àfrica i l'Orient Mitjà a Timbuctu.
El 1330, el regne de Mossi va envair i conquerir la ciutat de Timbuctu. Gao ja havia estat capturat pels generals de Musa, i Musa ràpidament va recuperar Timbuctu, va construir una muralla i un fort de pedra i va col·locar un exèrcit permanent per protegir la ciutat dels futurs invasors. Tot i que el palau de Musa ha desaparegut, la universitat i la mesquita encara es mantenen a Timbuctu.

### Mort

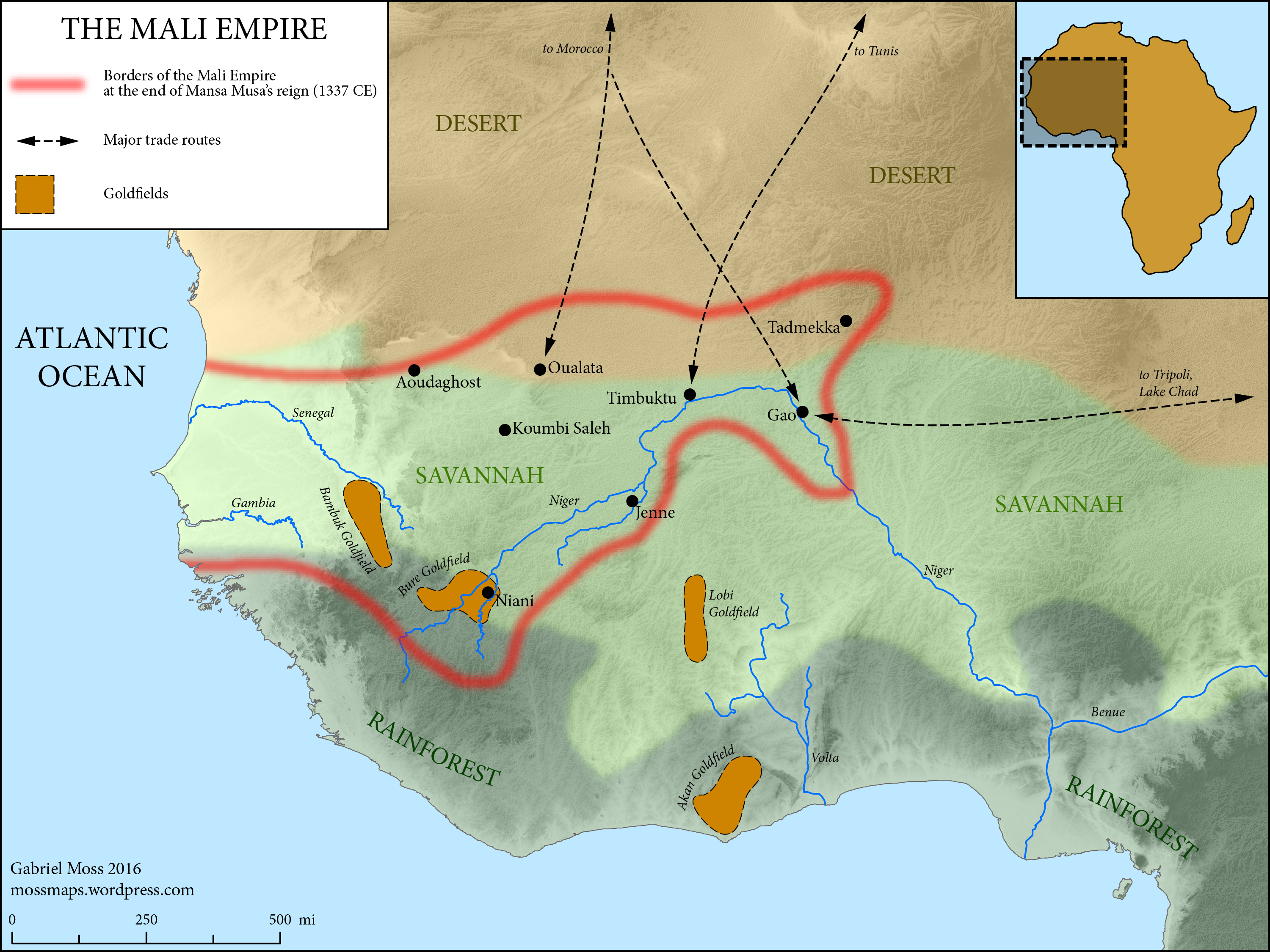
L'Imperi de Mali en el moment de la mort de Musa

La data de la mort de Mansa Musa és incerta. Utilitzant la durada del regnat informada per Ibn Khaldun per calcular des de la mort de Mansa Suleyman el 1360, Musa hauria mort el 1332. Tanmateix, Ibn Khaldun també informa que Musa va enviar un enviat per felicitar Abu al-Hasan Ali per la seva conquesta de Tlemcen, que va tenir lloc el maig de 1337, però quan Abu al-Hasan va enviar un enviat en resposta, Musa havia mort i Suleyman estava al tron, cosa que suggereix que Musa va morir el 1337. En canvi, al-Umari, escrivint dotze anys després del hajj de Musa, aproximadament l'any 1337, va afirmar que Musa va tornar a Mali amb la intenció d'abdicar i tornar a viure a la Meca, però va morir abans que pogués fer-ho, suggerint que va morir. fins i tot abans de 1332. És possible que en realitat fos el fill de Musa Maghan qui va felicitar Abu al-Hasan, o Maghan qui va rebre l'enviat d'Abu al-Hasan després de la mort de Musa. Aquesta darrera possibilitat és corroborada per Ibn Khaldun trucant al fill de Suleyman Musa en aquest passatge, suggerint que podria haver confós el germà de Musa, Suleyman, amb el fill de Musa Maghan. Alternativament, és possible que el regnat de quatre anys d'Ibn Khaldun atribueixi a Maghan el fet de referir-se al seu govern a Mali mentre Musa estava fora al hajj, i només va regnar breument per dret propi. Nehemia Levtzion va considerar el 1337 com la data més probable, que ha estat acceptada per altres estudiosos.

## Llegat
El regnat de Musa es considera comunament l'edat daurada de Mali, però aquesta percepció pot ser el resultat del fet que el seu regnat és el millor registrat per fonts àrabs, en lloc de ser ell necessàriament el mansa més ric i poderós de Mali. El territori de l'Imperi de Mali va estar en el seu apogeu durant els regnats de Musa i el seu germà Sulayman, i va cobrir la regió Sudan-Sahel de l'Àfrica Occidental.
Musa és menys conegut en la tradició oral mandé tal com la realitza el jeliw. És criticat per ser infidel a la tradició, i alguns dels jeliws consideren que Musa va malgastar la riquesa de Mali. Tanmateix, alguns aspectes de Musa sembla que s'han incorporat a una figura de la tradició oral mandé coneguda com Fajigi, que es tradueix com pare de l'esperança. Es recorda que Fajigi va viatjar a la Meca per recuperar objectes cerimonials coneguts com a boliw, que apareixen a la religió tradicional mandé. Com a Fajigi, Musa es combina de vegades amb una figura de tradició oral anomenada Fakoli, que és més conegut com el màxim general de Sunjata. La figura de Fajigi combina l'islam i les creences tradicionals.
El nom Musa s'ha convertit pràcticament en sinònim de pelegrinatge en la tradició mandé, de manera que altres personatges que es recorden com a pelegrinatge, com Fakoli, també reben el nom de Musa.

## Riquesa
Mansa Musa és conegut per la seva riquesa i generositat. Els articles en línia del segle xxi han afirmat que Mansa Musa era la persona més rica de tots els temps. Historiadors com Hadrien Collet han argumentat que la riquesa de Musa és impossible de calcular amb precisió. Les fonts àrabs contemporànies poden haver intentat expressar que Musa tenia més or del que creien possible, en lloc d'intentar donar un nombre exacte. A més, és difícil comparar de manera significativa la riquesa de personatges històrics com Mansa Musa, tant per la dificultat de separar la riquesa personal d'un monarca de la riquesa de l'estat com per la dificultat de comparar la riquesa entre societats molt diferents. Musa pot haver pres fins a 18 tones d'or al seu hajj, igual en valor a més de 1.397 milions de dòlars EUA del 2024. El mateix Musa va promoure encara més l'aparença de tenir una riquesa immensa i inesgotable difonent els rumors que l'or creixia com una planta al seu regne.
Segons uns quants escriptors àrabs, el regal de Musa va provocar una depreciació del valor de l'or a Egipte. Al-Umari va dir que abans de l'arribada de Musa un mithqal d'or valia 25 dirhams de plata, però que després va baixar a menys de 22 dirhams i no va superar aquest nombre durant almenys dotze anys. Encara que s'ha descrit que això va destruir l'economia d'Egipte, l'historiador Warren Schultz ha argumentat que això estava molt dins de les fluctuacions normals en el valor de l'or a l'Egipte mameluc.
La riquesa de l'Imperi de Mali no provenia del control directe de les regions productores d'or, sinó del comerç i el tribut. L'or que Musa va portar al seu pelegrinatge probablement representava anys d'homenatge acumulat que Musa hauria passat gran part del seu primer regnat reunint. Una altra font d'ingressos per a Mali durant el regnat de Musa va ser la fiscalitat del comerç del coure.
Segons uns quants autors contemporanis, com Ibn Battuta, Ibn al-Dawadari i al-Umari, Mansa Musa es va quedar sense diners durant el seu viatge a la Meca i va haver de manllevar als comerciants egipcis a una alta taxa d'interès en el seu viatge de retorn. Al-Umari i Ibn Khaldun afirmen que els prestadors mai van ser reemborsats ni reemborsats només parcialment. Altres fonts no estan d'acord en si han estat finalment i totalment compensades.

## Personatge
Els escriptors àrabs, com Ibn Battuta i Abdallah ibn Asad al-Yafii, van lloar la generositat, la virtut i la intel·ligència de Musa. Ibn Khaldun va dir que era un home recte i un gran rei, i encara s'expliquen històries de la seva justícia.